# Kai Havertz
Kai Lukas Havertz (* 11. června 1999 Cáchy) je německý profesionální fotbalista hrající na postu ofensivního záložníka či útočníka za anglický tým Arsenal FC a za německý národní tým.

## Klubová kariéra

### Bayer Leverkusen
Během ročníku 2016/17 se připojil k prvnímu mančaftu, byť zpočátku rovněž nastupoval za dorost. Jeho premiérové utkání za Leverkusen se odehrálo dne 15. října 2016 proti Werderu Brémy. Během 16. kola proti 1. FC Köln (1:1) a 20. kola proti Eintrachtu Frankfurt (3:0) si připsal po jedné asistenci.
Začátkem dubna si připsal gól a gólovou asistenci během remízového zápasu s VfL Wolfsburg (3:3). V 60. minutě přišel na hřiště za Admira Mehmediho, nahrál na branku Kevina Vollanda na 2:0, v závěru zápasu v 89. minutě pak srovnal na 3:3, poté co se třemi góly zaskvěl útočník soupeře Mario Gómez.
V závěru ročníku si ještě připsal další dva góly.
Během druhé sezóny za seniorský tým Bayeru Leverkusen si zahrál ve 30 ligových utkáních, ve kterých vstřelil tři góly. Během 9. kola na hřišti Borussie Mönchengladbach zařídil tři přihrávky na gól při vítězství 5:1.
První ligovou branku tuto sezónu si připsal v 15. kole na hřišti VfB Stuttgart, který Bayer vyhrál 2:0. Havertz se gólově prosadil ve 21. minutě, druhý gól přidal v závěru Lars Bender.
Třetí sezónu ve dresu Leverkusenu zahájil v základní sestavě, Leverkusen ale podlehl Mönchengladbachu venku 0:2.
V sezóně 2019/20 se Leverkusen probojoval do finále německého poháru, kde ale nestačil na Bayern Mnichov. Havertz v nastaveném čase z penalty snížil na 2:4 a tímto výsledkem finále i skončilo.
Byl nejlepším střelcem svého mužstva v Bundeslize s 12 góly.

### Chelsea
Přestup do Chelsea byl oznámen dne 4. září 2020, Havertz v Londýně podepsal smlouvu na pět let.
Stal se druhou nejdražší posilou v klubové historii po brankáři Kepovi (2018), přestupová částka se v případě aktivování bonusů měla vyšplhat na 71 milionů liber. Pro trenéra Franka Lamparda byl již sedmou posilou za letní období.
Havertzův první zápas proti Brightonu 14. září skončil pro Chelsea vítězně 3:1, sám Havertz odehrál v základní sestavě 80 minut.
Ve třetím kole Ligového poháru (EFL Cup) 23. září proti Barnsley se třemi góly podílel na výhře 6:0 a postupu do dalšího kola.
Havertz jediným gólem rozhodl finálový duel Ligy mistrů UEFA mezi Chelsea a Manchesterem City, když se 29. května 2021 prosadil již v prvním poločase a přispěl k výhře svého klubu 1:0. Pro Havertze premiérový gól v této soutěži v jeho 20. zápase Ligy mistrů přisoudil Chelsea nejprestižnější kontinentální trofej.
Havertz vstřelil rozhodující gól i ve finále mistrovství světa klubů 2021, ve kterém Chelsea porazila brazilský klub Palmeiras 2:1 po prodloužení. Ve 117. minutě proměnil pokutový kop.

### Arsenal
Kai Havertz se stal v červnu 2023 první letní posilou Arsenalu. Vicemistr Premier League zaplatil za německého ofenzivního univerzála rivalovi z Chelsea 60 milionů liber, dalších pět by mohli Blues obdržet v bonusech. Haverzu podepsal na severu Londýna dlouholetou smlouvu. Svůj první gól vstřelil Bournemouthu  v 10.kole Premier League když proměnil pokutový kop.

## Reprezentační kariéra
V listopadu 2014 debutoval za německou reprezentaci do 16 let. Bylo to během přátelského utkání s reprezentací ČR, které se hrálo v Praze a které Němci vyhráli 3:1. Havertz hrál od začátku utkání do 57. minuty, kdy jej vystřídal Tom Baack. V zápase Havertz inkasoval žlutou kartu.
V roce 2016 se zúčastnil ME hráčů do 17 let, které pořádal Ázerbájdžán.

## Úspěchy

### Klubové

#### Chelsea FC
- Liga mistrů UEFA: 2020/21[14]

### Individuální
- Fritz-Walter-Medaille, cena pro nejlepší mladé hráče ročníku
  - 1× 2. místo v kategorii do 16 let (2016)
  - 1× 1. místo v kategorii do 19 let (2018)
- Tým sezóny Bundesligy podle kickeru – 2018/19[21]
- Sestava sezóny Evropské ligy UEFA – 2019/20[22]